# Lina Khan
Lina Khan   (Londres, 3 de març de 1989) és una jurista estatunidenca d'origen anglès i d'ascendència pakistanesa que exerceix com a presidenta de la Comissió Federal de Comerç (FTC) dels Estats Units d'Amèrica (EUA) des de 2021. Mentre era estudiant a la Yale Law School es va fer coneguda pel seu treball en dret de la competència després de publicar l'influent assaig Amazon's Antitrust Paradox.

## Trajectòria
Khan va créixer a Golders Green al districte londinenc de Barnet. Els seus pares, un gestor administratiu i una empleada de Thomson Reuters, es van traslladar als EUA quan ella tenia 11 anys. La família es va establir a Mamaroneck, Nova York, on ella i el seu germà van assistir a l'escola pública. Khan va declarar que els seus pares van ser objecte de racisme i xenofòbia després dels atemptats de l'11 de setembre de 2001.
Després de l'escola secundària, Khan va estudiar Ciències Polítiques al Williams College de Massachusetts. També va assistir a la Universitat d'Oxford com a estudiant visitant de pregrau a l'Exeter College. Va ser editora del diari estudiantil del Williams College i va escriure la seva tesi sobre Hannah Arendt. Es va graduar l'any 2010 amb un Bachelor of Arts. Més endavant, es va graduar a la Yale Law School el 2017 amb un títol de Juris Doctor.
El 22 de març de 2021, el president Joe Biden va anunciar que nomenava Khan com a comissària de Comissió Federal de Comerç (FTC). El 15 de juny de 2021, la seva nominació va ser confirmada pel Senat. Després del seu nomenament com a presidenta, tant Amazon com Facebook van presentar peticions de recusació a la FTC. La senadora Elizabeth Warren i altres partidaris de Khan van argumentar que les demandes de recusació eren un intent d'aquestes empreses d'intimidar Khan per tal de restringir el control regulador.
El 2018, Politico va descriure a Khan com «una líder d'una nova escola de pensament antimonopoli» com a part de la seva llista «Politico 50» de pensadors influents. New York Magazine va afirmar que era «indiscutiblement la figura més poderosa de l'avantguarda antimonopoli». També va ser inclosa com una de les «Global Thinkers» de Foreign Policy, «Top 50 Thinkers» de Prospect, Wired25 de Wired i «Next Generation Leaders» de Time.

## Publicacions
- Yale Law Journal, 126, 3, 1-2017, pàg. 710–805.
- Journal of European Competition Law & Practice, 9, 01-03-2018, pàg. 131–132. DOI: 10.1093/jeclap/lpy020.
- The Yale Law Journal Forum, 127, 04-06-2018.
- Georgetown Law Technology Review, 2, 7-2018, pàg. 325–334.
- Columbia Law Review, 119, 4, 5-2019, pàg. 973–1098.
- Competition Law & Policy Debate, 5, 2, 7-2019, pàg. 66–70. DOI: 10.4337/clpd.2019.02.09. ISSN: 2405-481X.
- Business History Review, 93, 4, Winter 2019, pàg. 777–779. DOI: 10.1017/S000768051900151X.
- Harvard Law Review, 133, 5, 3-2020, pàg. 1655–1683.